# Discoglossus montalentii
Il discoglosso corso (Discoglossus montalentii Lanza, Nascetti, Capula & Bullini, 1984) è un anfibio anuro appartenente alla famiglia degli Alitidi.

## Descrizione
Il discoglosso corso è ha una colorazione variabile dal rossastro al marrone scuro con piccole macchie sul dorso (senza bordi chiari e senza bande longitudinali). La sua pelle è relativamente verrucosa, le pupille a forma a goccia rovesciata, ma in condizioni di scarsa luce quasi circolari. Ha una lunghezza totale di 4,5-6 cm.

## Biologia
Il discoglosso corso è una specie endemica della Corsica. È prevalentemente notturno e depone le sue uova in anse tranquille e pozze lungo i ruscelli, dove si sviluppano anche le larve.

## Distribuzione e habitat
Il discoglosso corso vive esclusivamente in ruscelli puliti e in pozze laterali di torrenti dell'interno della Corsica, a 300-1900 m di altitudine, dal Monte Cinto a nord fino a Porto Vecchio a sud.